# Akashi
Akashi (明石市 -shi) é uma cidade japonesa localizada na província de Hyogo.
Em 2003 a cidade tinha uma população estimada em 291 869 habitantes e uma densidade populacional de 5 929,89 h/km². Tem uma área total de 49,22 km².
Recebeu o estatuto de cidade a 1 de Novembro de 1919.

## Cidades-irmãs
- Vallejo, Estados Unidos
- Wuxi, China